# Hans Volz
Hans Volz (* 28. Februar 1904 in Charlottenburg; † 3. April 1978 in Göttingen) war ein deutscher Historiker, Herausgeber und NS-Propagandist.

## Leben
Hans Volz wurde als Sohn des Historikers Gustav Berthold Volz geboren. Er studierte ab 1922 Geschichte, Kirchengeschichte und Germanistik an der Universität Berlin. Zu seinen Lehrern gehörten Gustav Roethe, Karl Holl und Erich Marcks. 1929 wurde er promoviert, die Dissertation erschien im folgenden Jahr im Druck. In der Folge arbeitete Volz als Theologe im Verlagswesen und als Mitherausgeber der Heimatzeitschrift Brandenburger Land.
Während der Zeit des Nationalsozialismus war Volz bei der NSDAP engagiert. Volz war Parteiredner der NSDAP und Mitglied des Kulturkreises der SA. Er gab auch Bücher als Propagandist der NSDAP heraus. So stammen die Daten der Geschichte der NSDAP von ihm, die er in elf jeweils überarbeiteten Ausgaben im Verlag Ploetz erscheinen ließ. Dann war er der Autor und Herausgeber mehrerer Propagandawerke des zum Ribbentropschen Außenministerium gehörenden Deutschen Auslandswissenschaftlichen Instituts. Dort gab er mehrere Bände der Reihe Dokumente der deutschen Politik heraus.
Nach dem Dritten Reich beschäftigte er sich wieder als Kirchenhistoriker. Von 1950 bis zu seinem Tod war er hauptamtlicher Mitarbeiter bei der Kommission zur Herausgabe der Werke Martin Luthers. Zusätzlich nahm er von 1954 bis 1972 einen Lehrauftrag der Universität Göttingen für „Textgeschichte des reformatorischen Schrifttums“ wahr.

## Veröffentlichungen (Auswahl)
Als Autor
- Die Lutherpredigten des Johannes Mathesius: Kritische Untersuchungen zur Geschichtsschreibung im Zeitalter der Reformation (= Quellen und Forschungen zur Reformationsgeschichte. Bd. 12). Eger & Sievers, Leipzig 1930 (Phil. Dissertation, Universität Berlin, 24. Juli 1929).
- Hundert Jahre Wittenberger Bibeldruck 1522–1626. Häntzschel, Göttingen 1954.
- Martin Luthers Thesenanschlag und dessen Vorgeschichte. Böhlau, Weimar 1959.
- Bibel und Bibeldruck in Deutschland im 15. und 16. Jahrhundert [Vortrag auf der Festsitzung der Internationalen Gutenberg-Gesellschaft im Kurfürstlichen Schloss zu Mainz am 23. Juni 1957]. Gutenberg-Gesellschaft, Mainz 1960.

Als Herausgeber/Bearbeiter
- Drei Schriften gegen Luthers Schmalkaldische Artikel von Cochläus, Witzel und Hoffmeister 1538 und 1539 (= Corpus Catholicorum. Bd. 18). Verlag der Aschendorffschen Verlagsbuchhandlung, Münster 1932.

Hauptdaten der Weltgeschichte. Redaktion Karl Julius Ploetz; Hans Volz, (Mitwirkender). Ab 22. Aufl. Redaktion  Hans Volz unter Mitarb. von Gottfried Franz Litschauer und Dr. von Jenny, Ploetz Verlag, Berlin,  Hölder-Pichler-Tempsky  Verlag Wien, beide 1935. Später Der kleine Ploetz.
- Martin Luther: Ausgewählte deutsche Schriften. Niemeyer, Tübingen 1955.

- Urkunden und Aktenstücke zur Geschichte von Martin Luthers Schmalkaldischen Artikeln (1536–1574). Hrsg. und erläutert von Hans Volz. Unter Mitarbeit von Heinrich Ulbrich. De Gruyter, Berlin 1957.
- Alfred Götze: Frühneuhochdeutsches Lesebuch. 4. Auflage. Durchgesehen von Hans Volz. Vandenhoeck & Ruprecht, Göttingen 1958
- Vom Spätmittelhochdeutschen zum Frühneuhochdeutschen: Synoptischer Text des Propheten Daniel in sechs deutschen Uebersetzungen des 14. bis 16. Jahrhunderts. Niemeyer, Tübingen 1963.
- Martin Luther: Die gantze Heilige Schrifft Deudsch: Auffs new zugericht. Hrsg. von Hans Volz unter Mitarbeit von Heinz Blanke. 2 Bände und Anhang. Rogner & Bernhard, München 1972, ISBN 3-920802-83-7.

NS-Propaganda
- Daten der Geschichte der NSDAP. Ploetz, Berlin 1934. Zweite Auflage bei gleichzeitiger Umbenennung von Geschichte der NSDAP 1934. Es erschienen viele weitere überarbeitete Auflagen. Die letzte, 11. Auflage 1943.
- Julek Karl von Engelbrechten, Hans Volz: Wir wandern durch das nationalsozialistische Berlin: Ein Führer durch die Gedenkstätten des Kampfes um die Reichshauptstadt. Im Auftrag der Obersten SA-Führung bearbeitet. Eher, München 1937.
- Von der Großmacht zur Weltmacht 1937 (= Dokumente der deutschen Politik. Bd. 5). Bearbeitet von Hans Volz. Junker und Dünnhaupt, Berlin 1938.
- Großdeutschland 1938 (= Dokumente der deutschen Politik. Bd. 6). Bearbeitet von Hans Volz. 2 Bände. Junker und Dünnhaupt, Berlin 1939.
- Das Werden des Reiches 1939 (= Dokumente der deutschen Politik. Bd. 7). Bearbeitet von Hans Volz. 2 Bände. Junker und Dünnhaupt, Berlin 1940
  - Teil 1, 2. Auflage, Berlin 1941 (Google Books)
  - Teil 2, 2. Auflage, Berlin 1941 (Google Books)
- Der Kampf gegen den Westen 1940 (= Dokumente der deutschen Politik. Bd. 8). Bearbeitet von Hans Volz. 2 Bände. Junker und Dünnhaupt, Berlin 1943.